# Me Apaixonei Pela Pessoa Errada
Me Apaixonei Pela Pessoa Errada é um single do Exaltasamba e seu gênero é pagode romântico e foi composta por Cleber Bittencourt e Peter Correa

## Sucesso
Essa música foi uma das mais tocada das rádios do Brasil de 1999 e a mais tocada do Brasil nos meses de janeiro e fevereiro de 1999. ,
A música ganhou o premio Crowley duas vezes seguidas e foi um dos melhores clipes de pagode de MTV Video Music Brasil 1999 apesar que esse clipe é desconhecido por muitos

## Instrumentos
Em "Me Apaixonei Pela Pessoa" é principalmente usado de modo sutil da quinta  dos  acordes. É feito isto pelo motivo que além de fazer um deslocamento  rítmico  ainda maior, em comparação com  o  baixo elétrico,  a música se aproveita de estruturas superiores (especialmente,  nonas), inversões, além de se utilizar muito bem da extensão e do timbre de seu baixo elétrico de 6 cordas inclusive para tocar acordes no instrumento).

## Gravações
A música ela apareceu nos seguintes álbuns do Exaltasamba: Cartão Postal em 1998 e não é ao vivo, apareceu em Exaltasamba Ao vivo de 2002 e gravada ao vivo, apareceu em Todos os Sambas Ao vivo de 2006 e gravada ao vivo e em Livre pra Voar de 2007.

## Prêmios e indicações
| Ano  | Prêmio                 | Categoria            | Resultado |
| ---- | ---------------------- | -------------------- | --------- |
| 1999 | MTV Video Music Brasil | Videoclipe de Pagode | Indicado  |

## Ligação externa
- Sobre os instrumentos de Me Apaixonei Pela Pessoa Errada, página 7